# 延中駅
延中駅（ヨンジュンえき、朝鮮語: 연중역）は、朝鮮民主主義人民共和国平安北道泰川郡にある駅で、青年八院線と馬坪線に属する。 

## 隣の駅
青年八院線
新龍駅 - 延中駅 - 泰川駅
馬坪線
延中駅 - 萱花駅